# Joaquín María Sotelo
Joaquín María Sotelo y Segura (Almería, 23 de diciembre de 1766 - Sevilla, 26 de abril de 1831), jurista español, 

## Biografía
Hijo de Pedro José Sotelo, natural de Madrid, y de Ana M.ª de Segura, natural de Utrera. Estuvo casado con María de las Mercedes Porres. Estudió Filosofía y Jurisprudencia en el Colegio de San Miguel de Granada gracias a una beca concedida en  1779, y se licenció en ambos derechos, civil y canónico. Ejerció de pasante de abogado en Granada y el arzobispo Antonio Jorge y Galván le nombró catedrático de Leyes del Colegio de San Miguel. Ganó dos oposiciones a canónigo y renunció por ser demasiado joven. Se trasladó a Sevilla en 1786 y desde 1791 fue Rector del Colegio de Santa María de Jesús. Escribió Sobre una piedra caída en un pueblo de la sierra, manuscrito del 11 de enero de 1793 que testimonia su curiosidad científica. Fue luego fiscal del crimen de la Audiencia de Sevilla, miembro de la Sociedad Económica de Sevilla y de la Academia de Letras Humanas y fundador, junto Arjona, de una Academia de Historia Eclesiástica de Sevilla. Escribió el Elogio del Sr. D. Juan Pablo Forner, Presidente de la Real Academia de Derecho de esta Corte (Madrid, 1798); es falso que haya escrito las Reflexiones sobre el discurso de la Tragedia antigua que antecede a la traducción del Edipo tirano de Sófocles, de Pedro Estala (1798), pues es también de Estala. 
Fue alcalde del crimen de la Audiencia de Cáceres en 1801, y el 28 de octubre de 1803 ingresó en la Academia de Letras Humanas de Sevilla, de la que fue nombrado director en 1804. Un año después fue juez civil de Cádiz y luego consejero del marqués del Socorro para el gobierno civil de las provincias que habían de ocupar las tropas en la expedición de Portugal (1807). Murat, aliado, le nombró fiscal del Consejo de la Guerra. Tras el 2 de mayo de 1808 su salida de Madrid ofreció dudas a los patriotas, pero la Junta de Extremadura respondió de su patriotismo y ordenó que se imprimieran los dos Discursos presentados por Sotelo (finalmente, se imprimieron en Cádiz, en ese mismo año). A través del general Cuesta, intervino en 1809 en una negociación sin éxito entre los franceses y el marqués de Astorga, presidente de la Junta Central. Se publicó en Cádiz una Correspondencia de la Suprema Junta Central, tocante a los partes del Señor Don Joaquín María Sotelo. 
Pasó sin embargo al bando afrancesado y fue consejero de Estado de José I (22 de noviembre de 1809) y fue comisario regio, primero en Jaén y luego en Sanlúcar de Barrameda y Jerez (18 de marzo de 1810), pero cesó en noviembre de 1810 y nombrado prefecto de Sevilla el 20 de enero de 1812. Pero fue apresado el 18 de julio de ese mismo año, en Zaragoza y procesado en 1813, y su causa se alargó hasta 1818.